# S Monocerotis
Désignations
S Monocerotis (en abrégé S Mon), également désignée 15 Monocerotis, est une étoile multiple et variable de la constellation équatoriale de la Licorne. Elle est visible à l'œil nu avec une magnitude apparente qui varie entre 4,62 et 4,68.

## Environnement stellaire
S Monocerotis est l'étoile la plus brillante de l'amas ouvert NGC 2264. Étant située dans une région dense en étoiles, le catalogue d'étoiles doubles de Washington lui répertorie de nombreux compagnons. Le plus proche d'entre-eux est S Mon B, de magnitude 7,8 et situé à trois secondes d'arc. C'est une étoile bleu-blanc de la séquence principale de type spectral B2V et qui est 7,31 fois plus massive que le Soleil. La composante désignée S Mon C est une étoile de onzième magnitude et de type spectral B8V. L'amas contient une autre douzaine d'étoiles de 9e ou 10e magnitudes et de nombreuses autres moins brillantes encore. En 2024, Andreï Tokovinine répertorie trois étoiles appartenant au système (dont S Mon B).

## Propriétés
La composante primaire, S Monocerotis A, est une binaire spectroscopique avec une orbite excentrique d'une période de 108 ans. Ses deux étoiles, désignées S Mon Aa et Ab, sont deux étoiles bleues de la séquence principale de types spectraux O7V((f))zvar et O9,5Vn respectivement. Depuis 1943, le spectre de S Mon Aa fait office de standard pour le type O7V, à partir duquel les autres étoiles sont classées. Les paramètres orbitaux peuvent être utilisés pour dériver la masse des deux étoiles, ce qui donne 29,1 M☉ et 21,3 M☉. S Monocerotis A est également une variable irrégulière de type indéterminé, dont la luminosité varie avec une amplitude de moins d'un dizième en magnitude apparente.

## Distance
La distance de S Monocerotis et NGC 2264 ont été dérivées à partir de nombreuses méthodes, ce qui inclut la parallaxe dynamique et le meilleur ajustement de courbes isochrone. Ces mesures donnent des estimations allant de 700 à 900 parsecs, mais se distinguent de la distance obtenue avec la mesure de la parallaxe annuelle de l'étoile par le satellite Hipparcos, qui la placent deux fois plus près de la Terre. Gaia DR3 donne des parallaxes de 1,40 mas et de 1,54 mas pour les composantes S Mon B et C, respectivement, ce qui est consistant avec la distance attendue de l'amas.